# SUPER-UX
SUPER-UXは、日本電気（NEC）のベクトルスーパーコンピュータSXシリーズ用UNIXである。
当初のSXシリーズは、当時の他の日本製スパコンメーカ（富士通と日立）と同様、自社の汎用機（NECの場合はACOS）を高性能計算以外の処理に使う構成としていたこともあり、その汎用機用OSであるACOSをベースとしたSX-OSを使用していた。
しかしSX-3の頃には既にHPCでもUNIXの採用が世界的潮流であり、各国立大学の研究者やユーザからの強い要望があった。そのため、NECもUNIX系OSを採用し、SUPER-UXと名付けられた。
ベースは元々SystemV Release3で、4.3BSDの機能とネットワーク関係強化をされたものだったが、安価/高性能ということでNECスパコンのシェアを大幅に上げたSX-4の対応においてSVR4.2MP対応され、スレッド機能も使用できるようになり、より並列度が上がるように、粒度を向上した。他にも、HPC応用に適したギャングスケジュールなどの機能を持ち、旗艦システムの地球シミュレータをはじめ、各地のSXシリーズを採用した計算センタで運用されている。
近年のSXシリーズでは、「SPE」がSUPER-UXを実行する、という構成になっている（番号的には10にあたる、SX-ACEまで）。11にあたるSX-Aurora TSUBASAでは、管理側（「ベクトルホスト」とNECは呼んでいる）がx86系になったことから、Linuxに移行した。

## 注
1. ↑  NECはシステムの名称として、ハードウェアとオペレーティングシステム (OS) の両方を「ACOS」と呼んでいる。